# Idaea controversata
Idaea controversata är en fjärilsart som beskrevs av Louis Beethoven Prout 1922. Idaea controversata ingår i släktet Idaea och familjen mätare. Inga underarter finns listade i Catalogue of Life.